# Ояярви (платформа)
О́яя́рви (фин. Ojajärvi) — остановочный пункт и бывшая железнодорожная станция на 77,8 км перегона Бородинское — Хийтола линии Выборг — Хийтола. Расположен в посёлке Ручьи Каменногорского городского поселения Выборгского района Ленинградской области.

## Современное состояние остановочного пункта
Путевое развитие станции было ликвидировано 1990-х годах, и Ояярви стал остановочным пунктом.
В настоящее время (2019 год) сохранилось здание вокзала 1893 года постройки. На остановочном пункте выложена новая пассажирская платформа, установлен современный пассажирский павильон, а также новая информационная табличка с названием остановочного пункта. Возле вокзала установлен законсервированный модуль СЦБ, на случай восстановления статуса станции. Вокзал и зал ожидания закрыты, билетная касса не работает. 
Билеты приобретаются у кондуктора. В бывшей южной горловине станции расположен нерегулируемый железнодорожный переезд с автодорогой Севостьяново — Дымово.
Пригородное движение по остановочному пункту осуществляется двумя парами поездов Выборг — Хийтола — Выборг.

## История
Станция Ojajärvi, как и весь участок Антреа — Сортавала, была открыта 01 ноября 1893 года. Решение о строительстве железной дороги Выборга — до Йоэнсуу было принято в 1888 году. Работы по строительству были начаты в 1890 году. На сооружении дороги в 1892 году работало 6000 человек.
На 1923 год путевое развитие станции составляло 4 пути.

## Советско-финская война (1941—1944)
31 июля 1941 года на Карельском перешейке начала наступление финская Юго-Восточная армия.

5 августа 198-я механизированная и 142-я стрелковая дивизии попытались нанести контрудар, но понесли большие потери и отошли на исходные рубежи. 6 августа финны — видимо, вторая, неуничтоженная половина — продолжили наступление и к исходу 9 августа вышли в район Лахденпохья, Куркиеки и Хийтола к Ладоге.— http://www.redov.ru/voennaja_istorija/leningradskaja_boinja_strashnaja_pravda_o_blokade/p4.php
Советским войскам пришлось покинуть станцию Ояярви, предварительно разобрав станционные пути, помимо одного, главного.

## Название
В 1948 году состоялось массовое переименование населенных пунктов Ленинградской области. Переименование Ояярви в Ручьи было утверждено Указом Президиума ВС РСФСР от 1 октября 1948 г. Железнодорожной станции, находившейся в посёлке, переименование не коснулось .

## Галерея
- Остановочный пункт Ояярви
- Вид со стороны Бородинского.
- Финская высокая багажная платформа.
- Вокзал 1893 года постройки.
- Табличка.
- Вид в сторону ст. Хийтола.
- Вид со стороны ст. Хийтола.